# Zum Grünen Baum (Memmingen)
Der Gasthof Zum Grünen Baum im oberschwäbischen Memmingen war ein unter Denkmalschutz stehendes Gebäude. Es wurde im Zuge der Stadterneuerung im unter Ensembleschutz stehenden Gebiet der ehemaligen Wegbachsiedlung in den 1990er Jahren abgebrochen und durch einen Neubau ersetzt.

## Alter Gasthof
Der ehemalige Gasthof war ein erneuertes dreigeschossiges Giebelhaus mit vier Achsen. Es wurde im 16. und 17. Jahrhundert erbaut und besaß einen schmiedeeisernen Ausleger mit oval angelegten, gotisierenden Stabmotiven und vergoldeten Rosetten aus der ersten Hälfte des 19. Jahrhunderts.

## Neubau
Nach dem in den Medien heftig diskutierten Abriss wurde das Haus in alten, gotischen Formen wieder aufgebaut. Im Erdgeschoss befindet sich eine Gaststätte, die oberen Stockwerke werden zu Wohnzwecken genutzt.